# Йохан Георг I фон Золмс-Лаубах
Йохан Георг I фон Золмс-Лаубах (на немски: Johann Georg I zu Solms-Laubach; * 26 ноември 1546 в Зьодел; † 19 август 1600 в Лаубах) е граф на Золмс-Лаубах.
Той е най-възрастният син на граф Фридрих Магнус фон Золмс-Лаубах (1521 – 1561) и съпругата му графиня Агнес фон Вид (* ок. 1505 – 1588), дъщеря на граф Йохан III фон Вид (ок. 1485 – 1533) и графиня Елизабет фон Насау-Диленбург (1488 – 1559), дъщеря на граф Йохан V фон Насау-Диленбург († 1516) и Елизабет фон Хесен-Марбург († 1523). Внук е на граф Ото I фон Золмс-Лаубах (1496 – 1522) и принцеса Анна фон Мекленбург-Шверин (1485 – 1525).
Йохан Георг I фон Золмс-Лаубах умира на 19 август 1600 г. в Лаубах на 52 години и е погребан в църквата там.

## Фамилия
Йохан Георг I се жени на 7 декември 1572 г. в Глаухау в Саксония за Маргарета фон Шьонбург-Глаухау (* 1554 в Глаухау; † 29 юни 1606 в Рейнфелс), вдовица на граф Вилхелм II фон Хонщайн-Фирраден-Шведт (ок. 1500 – 1570), дъщеря на фрайхер Георг I фон Шьонбург-Глаухау (1529 – 1585) и съпругата му Доротея Ройс-Грайц (1522 – 1572). Те имат 16 деца:
- Филип Георг (* 29 ноември 1573; † 6 септември 1599), убит в битка при Реес при Дюселдорф
- Фридрих (* 30 ноември 1574; † 15 септември 1635), граф на Золмс-Рьоделхайм-Асенхайм, женен на 28 октомври 1601 г. за Анна Мария фон Хоен-Геролдсек (1593 – 1649)
- Кристоф (* 17 декември 1575; † 24 януари 1596 в Йена)
- Алберт Ото I (* 9 декември 1576; † 2 март 1610), граф на Золмс-Лаубах, женен на 8 октомври 1601 г. в Касел за принцеса Анна фон Хесен-Дармщат (1583 – 1631), дъщеря на ландграф Георг I фон Хесен-Дармщат
- Агнес (* 7 януари 1578; † 23 ноември 1602), омъжена на 23 септември 1593 г. в Касел за ландграф Мориц фон Хесен-Касел (1572 – 1632)
- Доротея (* 31 януари 1579; † 19 юли 1631), омъжена I. на 5 октомври 1595 г. в Бланкенбург за граф Мартин фон Регенщайн-Бланкенбург († 1597), II. на 17 май 1607 г. в Лаубах за вилд-и рейнграф Йохан Казимир фон Кирбург († 1651)
- Магарета (* 29 ноември 1580; † 31 януари 1635), омъжена на 18 февруари 1609 г. в Лаубах за граф Йохан Якоб II фон Еберщайн († 1638)
- Волфганг (* 20 ноември 1581; † 8 януари 1611), убит в дуел, погребан в Дюселдорф
- Хайнрих Вилхелм (* 21 март 1583; † 24 март 1632), убит в битка при Швайнфурт, граф на Золмс-Зоненвалде-Поух, женен I. на 16 октомври 1612 г. в Ансбах за графиня София Доротея фон Мансфелд-Арнщайн (1593 – 1617), II. на 23 април 1620 г. за графиня Мария Магдалена фон Йотинген-Йотинген (1600 – 1636)
- Фридрих Магнус (* 16 март 1584; † 28 ноември 1605 в битка при Св. Андре в Унгария)
- Агата (* 16 септември 1585; † 13 ноември 1648), омъжена на 22 октомври 1609 г. в Бирленбах, Елзас за граф Еберхард фон Раполтщайн († 1637)
- Анна (* 24 октомври 1586; † 14 юни 1587)
- Мария (* 12 декември 1587; † 1589)
- Сибила (* 19 октомври 1590; † 23 март 1659), омъжена на 25 януари 1618 г. в Ансбах за княз Август фон Анхалт-Пльотцкау (1575 – 1653)
- Йохан Георг II (* 19 ноември 1591; † 4 февруари 1632), граф на Золмс-Барут и Вилденфелс, женен на 28 май 1620 г. в Йотинген за графиня Анна Мария фон Ербах-Фюрстенау (1603 – 1663)
- София (* 15 май 1594; † 16 май 1651), омъжена на 14 октомври 1612 г. в Ансбах за маркграф Йоахим Ернст фон Бранденбург-Ансбах (1583 – 1625)